# Широке небо
«Широке небо» (англ. The Big Sky) — вестерн режисера Говарда Гоукса, який вийшов у 1952 році. Знятий на основі однойменного роману.

## Сюжет
У 1832 році Джим Дікінс, подорожуючи пустелею, стикається зі спочатку ворожим Буном Коділом. Однак незабаром вони стають добрими друзями і разом вирушають по річці Міссурі до Сент-Луїса в пошуках дядька Буна Зеба Келловея.

## У ролях
- Кірк Дуглас — Джим Дікінс
- Дьюї Мартін — Бун Коділл
- Елізабет Тріт — Тіл Ай
- Артур Ганнікутт — Зеб Келловей